# ジョージ・ヤードリー
ジョージ・ハリー・ヤードリー3世 (George Harry Yardley III, 1928年11月3日 - 2004年8月12日) は、アメリカ合衆国カリフォルニア州ハリウッド出身の元プロバスケットボール選手。1950年代のNBAで活躍した。出身大学はスタンフォード大学。キャリアの大半をフォートウェイン・ピストンズで過ごし、同時代を代表するフォワードでNBA初のシーズン通算2000得点を達成した選手。1996年には殿堂入りを果たした。

## 生い立ち
ジョージ・ヤードリーことジョージ・ハリー・ヤードリー3世は、スタンフォード大学では3年間プレイし、2度のオールアメリカンに輝いた。大学後はアマチュア・アスレチック・ユニオン（AAU）のチームでプレイし、1951年の全米AAUチャンピオンシップ優勝に導き、ヤードリーは全米アマチュア年間最優秀選手に選ばれた。AAUでは1年間だけプレイし、その後2年間は海軍で兵役に就いた。除隊後1953年のNBAドラフトにエントリーし、フォートウェイン・ピストンズから指名を受けてNBA入りを果たした。

## NBAキャリア

### ピストンズ
ルーキーイヤーとなった1953-54シーズンはラリー・ファウスト、アンディ・フィリップらチームの中心選手らのサポート役としてプレイし、9.0得点6.5リバウンドの成績だった。2年目には17.0得点9.9リバウンドと大きく数字を伸ばし、チームのリーディングスコアラーに成長。チームはプレーオフを勝ち抜き、ファイナルに進出するが、シラキュース・ナショナルズの前に第7戦までもつれた末に惜しくも敗れている。なお、この第7戦は前半にピストンズがナショナルズに大差を付けておきながら、大逆転負けを喫しており、ピストンズのメンバーが賭博に関連した八百長試合を行ったという疑惑が持ち上がっている。後にヤードリーは『The Wizard of Odds』の著者、チャーリー・ローゼンに対し、暗に不正があったことを告白している。翌1955-56シーズンにヤードリーはオールスターに初選出され、チームも2年連続でファイナルに進出するが、今度はフィラデルフィア・ウォリアーズの前に破れ、優勝の夢は叶わなかった。
ピストンズは2度のファイナル進出を頂点に以後低迷期へと入ってしまうが、下降線を辿るチームとは対照的に、ヤードリー個人は華々しい成績を収めていくことになる。1956-57シーズンには21.5得点10.5リバウンドを記録し、オールNBA2ndチームに初選出された。ピストンズがフォートウェインからデトロイトに本拠地を移した1957-58シーズンにはさらに成績を伸ばし、27.8得点10.7リバウンドを記録。平均27.8得点は当時としては驚異的な数字であり、通算2001得点はリーグ史上初のシーズン通算2000得点以上達成だった。またフリースロー試打数808本、成功数655本は当時のNBA新記録である。この年はオールNBA1stチームにも選ばれた。しかしヤードリーの活躍を他所にチーム成績はなかなか向上を見せず、1958-59シーズン途中にシラキュース・ナショナルズに移籍することになった。

### ナショナルズ
ナショナルズではドルフ・シェイズと共にチームの得点源として活躍したが、31歳を迎えた1959-60シーズンを最後に現役から引退した。ラストシーズンの成績は20.2得点7.9リバウンドと堂々たるものだったが、ヤードリーは平均20得点以上を記録しながら引退をしたNBA最初の選手となった。ヤードリー以前にはアレックス・グローザが1950-51シーズンに21.5得点を記録しながらも引退しているが、彼の場合はリーグからの追放処分だった。ちなみにヤードリーの引退理由は「子供が学齢に達したらバスケットを辞める」という妻との約束であった。
NBA7シーズンでの通算成績は472試合の出場で、9,063得点（平均19.2得点）4,220リバウンド（平均8.9リバウンド）だった。
ヤードリーは1961-62シーズンにABLのロサンゼルス・ジェッツで一時的に現役復帰を遂げている。

### 引退後
引退後は大学時代に取得した工学の学位を利用して、ファウンテンバレーでジョージ・ヤードリー・カンパニーを設立した。
2004年に筋萎縮性側索硬化症で他界。75歳だった。

## プレースタイルと業績
ヤードリーは柔軟性に富んだ脚力を駆使し、ダンクとジャンプシュートの両方を得意とした希少な存在として人気を集めた。またジャンプシュートではリーグ随一のクイックリリースの持ち主でもあった。"Bird"の愛称は学生時代に着けられた"Yardbird"を短くしたもの。
- オールスターゲーム：1955年－1960年
- オールNBA1stチーム：1958年
- オールNBA2ndチーム：1957年
- 得点王：1958年
- バスケットボール殿堂

## 個人成績
| *    | リーグ1位    |
| 太字 | キャリアハイ |

### レギュラーシーズン
| Season   | Team     | GP  | MPG  | FG%  | FT%  | RPG  | APG | PPG   |
| -------- | -------- | --- | ---- | ---- | ---- | ---- | --- | ----- |
| 1953–54  | FTW DET  | 63  | 23.6 | .425 | .712 | 6.5  | 1.6 | 9.0   |
| 1954–55  | FTW DET  | 60  | 35.8 | .418 | .745 | 9.9  | 2.1 | 17.3  |
| 1955–56  | FTW DET  | 71  | 33.1 | .407 | .742 | 9.7  | 2.2 | 17.4  |
| 1956–57  | FTW DET  | 72  | 37.4 | .410 | .787 | 10.5 | 2.0 | 21.5  |
| 1957–58  | FTW DET  | 72  | 39.5 | .414 | .811 | 10.7 | 1.3 | 27.8* |
| 1958–59  | FTW DET  | 46  | 30.8 | .415 | .816 | 7.1  | 0.9 | 20.8  |
| 1958–59  | SYR      | 15  | 28.0 | .482 | .648 | 6.9  | 1.7 | 16.7  |
| 1959–60  | SYR      | 73  | 32.9 | .453 | .816 | 7.9  | 1.7 | 20.2  |
| Career   | Career   | 472 | 33.4 | .422 | .780 | 8.9  | 1.7 | 19.2  |
| All-Star | All-Star | 6   | 21.8 | .433 | .706 | 5.8  | 0.7 | 10.7  |

### プレーオフ
| Year   | Team    | GP | MPG  | FG%  | FT%  | RPG  | APG | PPG  |
| ------ | ------- | -- | ---- | ---- | ---- | ---- | --- | ---- |
| 1954   | FTW DET | 4  | 26.8 | .485 | .833 | 6.0  | 0.8 | 10.5 |
| 1955   | FTW DET | 11 | 38.2 | .399 | .759 | 9.0  | 3.3 | 15.8 |
| 1956   | FTW DET | 10 | 40.6 | .421 | .776 | 13.9 | 2.6 | 23.0 |
| 1957   | FTW DET | 2  | 42.5 | .453 | .818 | 9.5  | 4.0 | 28.5 |
| 1958   | FTW DET | 7  | 36.3 | .409 | .896 | 10.3 | 2.4 | 23.4 |
| 1959   | SYR     | 9  | 37.0 | .439 | .857 | 9.7  | 2.3 | 25.1 |
| 1960   | SYR     | 3  | 29.3 | .385 | .833 | 5.7  | 0.3 | 13.3 |
| Career | Career  | 46 | 36.8 | .422 | .817 | 9.9  | 2.4 | 20.3 |